# 死牛馬取得権
死牛馬取得権（しぎゅうばしゅとくけん）とは、江戸時代に存在した、死亡した牛馬の遺体を取得する権利のことである。処理・解体し、皮革などを生産した。斃牛馬取得権（へいぎゅうば-、たおれぎゅうば-）、草場株、旦那株などともいう。また死牛馬を集める特定の地域を「草場」ないしは「旦那場」といった。明治4年（1871年）の「斃牛馬勝手処置令」という太政官達により廃止された。

## 概要
江戸時代においては、穢多がこの権利を独占した。牛馬が死ぬと、持ち主の身分や幕府領・大名領などの支配の違いを問わず、この権利者に無償で譲渡しなければならなかった。穢多は死牛馬を加工して収入源としており、武具などに不可欠な皮革生産（軍需利権）を独占していた。穢多の上層の中には、皮革を取り扱う問屋と婚姻関係を結ぶ者もいた。
具体的なあり方は、地域によって大きな違いがある。関東などの弾左衛門支配下では、穢多は場日（ばにち）という日割りの権利としてこの取得権を持ち、実際の処理・解体は配下の非人の者が担当した。対して畿内近国では、処理・解体まで穢多が担った。これは、弾左衛門支配下の地域では非人集団が穢多の配下として編成されていたのに対し、畿内近国では穢多と非人は全くの別組織だったことに由来する。